# 高福
高福（1961年11月15日—），男，山西应县人，中国病原微生物与免疫学家，中国科学院生命科学和医学学部院士。曾任中国疾病预防控制中心主任、国家自然科学基金委员会副主任。

## 生平
高福1961年出生于山西省应县。高福少时家境贫困，他的父母有六个孩子，他是家中长子。1979年高考，高福报考了太原理工大学。尽管成绩超过录取线，但校方以近视眼为由拒绝录取。高福随后被调剂到山西农业大学兽医学专业。高福1983年获山西农业大学兽医学学士学位，1986年获北京农业大学微生物学与动物传染病学硕士学位，随后留校任教。1991年赴英国留学，1994年获牛津大学生物化学（分子病毒学）博士学位。之后先后在卡尔加里大学、牛津大学和哈佛大学跟随约翰·贝尔、安德鲁·麦克迈克尔、唐·怀利、史蒂芬·哈里森等人从事博士后研究工作。2001年起在牛津大学任教，担任博士生导师。
2004年入选“百人计划”，由中国科学院直接从国外公开招聘为微生物研究所所长（2004-2008年）。之后在中科院先后担任北京生命科学研究院副院长（2008年至今）、病原微生物与免疫学重点实验室主任（2008年至今）、中国科学院大学存济医学院院长（2015年至今）。2013年当选中国科学院生命科学和医学学部院士。此外还担任中国生物工程学会理事长、中华医学会副会长。
除基础科学研究外，高福的关注领域还扩展至公共卫生政策与全球卫生策略。2011年任中国疾病预防控制中心副主任，2017年8月任主任。
此外，高福还担任国家自然科学基金委员会副主任、中国科协全委会常委，是第十三届全国政协委员。2022年11月，不再担任国家自然科学基金委员会副主任职务。

## 研究
高福在病毒学与免疫学方面的研究成果大量发表在《科学》、《自然》、《细胞》、《柳叶刀》、《新英格兰医学杂志》等顶级学术期刊上。其主要研究兴趣在于新发/再发病原体跨物种传播的分子机制和结构免疫学，主要领域包括：新发病毒的起源与进化；囊膜病毒的受体识别与跨物种传播机制；中和抗体的筛选及病毒和抗体的相互作用机制；新型抗病毒药物的设计；T细胞免疫和分子识别。
其代表性知名贡献有：
- 证实野生候鸟能够群体感染H5N1禽流感病毒，不只是病毒宿主。[19]破译H5N1病毒从感染禽类转为感染哺乳动物的机制。[20][21]
- 溯源发现H7N9禽流感病毒是一种新型的重配（英语：Reassortment）病毒，与长三角地区的候鸟和家鸭有关，因而呼吁关闭活禽市场，作为应对2013年人感染禽流感疫情的防控政策。[21][22][23]相关项目（与其他单位合作）获国家科学技术进步奖2017年度特等奖。[24]
- 2014年西非埃博拉病毒疫情爆发后，率领首批中国疾控中心移动实验室检测队前往塞拉利昂一线采集病例标本，进行基因测序，揭示出埃博拉病毒的演化及遗传多样性特征，证实病毒不存在此前研究认为的加速变异现象，消除了全球疫情防控机构的恐慌。[25][26][27]之后阐明埃博拉病毒糖蛋白与宿主细胞受体NPC1（英语：NPC1）蛋白的结合细节和膜融合机制，在国际上率先破解埃博拉病毒入侵人体细胞的模式。[28][29][30]

## 事件
2019年3月4日，全国政协十三届二次会议期间，高福在接受专访时表示，“经常有人问我，SARS过去十几年了，还会来吗？SARS这一类病毒随时都有可能出现。但我很有信心地说，‘SARS类似事件’不会再出现，因为我国传染病监控网路体系建设得很好，这类事件不会再发生。”
在2019新型冠状病毒疫情期间，高福为中国疾病预防控制中心主任。1月29日，《新英格兰医学杂志》线上刊登《新型冠状病毒感染肺炎在中国武汉的初期传播动力学》，作者来自中国疾控中心、香港大学、湖北省疾控中心等机构，高福为其中之一。因文章中提及，“有证据表明，自2019年12月中旬以来，密切接触者之间的人传人传播已经发生”，因而在网上引发轩然大波，网民指责高福和中国疾控中心早已掌握人传人证据，却为了抢发论文而秘不外宣。高福与文章通讯作者之一、中国疾控中心副主任冯子健随后接受采访，表示该结论是基于当前资料的回顾性推论，没有隐瞒数据，发表论文有助于国内外同行共同参与防控。而根据《中华人民共和国传染病防治法》，作为事业单位的中国疾控中心亦无权向社会公布传染病疫情信息，该权力只有国务院卫生行政部门拥有，因而亦有人猜测该论文是试图绕过政府向社会通报疫情。目前已知信息是中国疾控中心于12月31日开始参与调查后，于1月3日完成基因测序，6日启动二级应急响应，10日完成PCR诊断试剂开发，15日升至一级应急响应，而有无、何时、如何将疫情上报给国家卫健委，目前尚无从得知。
2021年4月10日，2021全国疫苗与健康大会在四川省成都市举行，中国疾控中心主任高福在大会上发表了《新冠疫苗免疫策略与实践》的演讲报告。高福在报告中表示，一定要关注mRNA疫苗，不能因为中国大陆已有疫苗而忽略mRNA疫苗。希望在研发经典传统疫苗的时候，考虑到mRNA疫苗可能给人类带来的收益。高福在会议上提及，“还要考虑解决现有疫苗保护率不高的路径。”比如优化接种程序、不同技术路线序贯接种。高福此番言論被部分媒体解读为“高福认为中国疫苗保护率不高”，引发争论。11日，高福在接受采访时对此否认。他说，这完全是误解，是“断章取义”，并表示，“全世界科学家在几个月之内研究出了新冠疫苗，这是全球有史以来第一次，这里面存在很多科学问题”。

## 家庭
父亲高存喜。母亲杨桂莲生于山西省应县。
三弟高山牛津大学博士，后于苏州大学任教。四弟高峰于四川大学任教。
儿子高宁达剑桥大学博士。